# Liga Sudamericana 1997
La Liga Sudamericana 1997 è stata la 2ª edizione del secondo campionato tra club sudamericani. La competizione è iniziata il 18 febbraio 1997 con la fase a gironi e si è conclusa il 9 maggio 1997.
L'Atenas Córdoba si è laureato campione, battendo il Corinthians nella serie finale per 2-1. Per il Corinthians è stata invece la seconda finale persa in due anni.

## Formula
Le 16 squadre partecipanti sono divise in tre gironi all'italiana da quattro squadre ed uno da tre squadre. Le prime due squadre dei quattro avanzano alla fase finale ad eliminazione diretta, la quale viene giocata al meglio delle tre partite.

## Squadre
| Fase a gironi | Fase a gironi                    |
| Nazione       | Squadra                          |
| ------------- | -------------------------------- |
| Argentina     | Andino Sport Club                |
| Argentina     | Atenas                           |
| Argentina     | Olimpia de Venado Tuerto         |
| Bolivia       | Ingavi de La Paz                 |
| Brasile       | Corinthians                      |
| Brasile       | Corinthians de Santa Cruz do Sul |
| Brasile       | Franca                           |
| Cile          | Deportivo Petrox                 |
| Cile          | Español de Talca                 |
| Colombia      | Paisas de Medellín               |
| Colombia      | Piratas de Bogotà                |
| Paraguay      | Sol de América                   |
| Perù          | Deportivo SIPESA                 |
| Perù          | Regatas Lima                     |
| Venezuela     | Gaiteros del Zulia               |

## Fase a gironi

### Gruppo A
| Pos | Squadra                  | G | V | P | Pt | Qualificazione               |         | OLI    | PET     | SOL    | ING    |
| --- | ------------------------ | - | - | - | -- | ---------------------------- | ------- | ------ | ------- | ------ | ------ |
| 1   | Olimpia de Venado Tuerto | 6 | 6 | 0 | 12 | Qualificate alla fase finale |         | —      | 109–88  | 105–86 | 151–88 |
| 2   | Deportivo Petrox         | 6 | 3 | 3 | 9  | Qualificate alla fase finale |         | 83–97  | —       | 92–99  | 127–89 |
| 3   | Sol de América           | 6 | 2 | 4 | 8  |                              |         | 94–102 | 87–105  | —      | 101–90 |
| 4   | Ingavi de La Paz         | 6 | 1 | 5 | 7  |                              | 101–114 | 91–106 | 120–113 | —      |        |

### Gruppo B
| Pos | Squadra            | G | V | P | Pt | Qualificazione               |  | FRA    | PAI    | GAI  |
| --- | ------------------ | - | - | - | -- | ---------------------------- |  | ------ | ------ | ---- |
| 1   | Franca             | 4 | 4 | 0 | 8  | Qualificate alla fase finale |  | —      | 118–83 | Rit. |
| 2   | Paisas de Medellín | 4 | 1 | 3 | 5  | Qualificate alla fase finale |  | 78–108 | —      | Rit. |
| 3   | Gaiteros del Zulia | 4 | 1 | 3 | 5  |                              |  | 76–86  | 92–78  | —    |

1. ↑  I Gaiteros si sono ritirati dalla competizione dopo le prime due partite.[2]

### Gruppo C
| Pos | Squadra           | G | V | P | Pt | Qualificazione               |       | COR    | AND   | REG    | ESP     |
| --- | ----------------- | - | - | - | -- | ---------------------------- | ----- | ------ | ----- | ------ | ------- |
| 1   | Corinthians       | 6 | 4 | 2 | 10 | Qualificate alla fase finale |       | —      | 99–92 | 106–84 | 123–122 |
| 2   | Sport Club Andino | 6 | 4 | 2 | 10 | Qualificate alla fase finale |       | 87–81  | —     | 94–69  | 110–81  |
| 3   | Regatas Lima      | 6 | 3 | 3 | 9  |                              |       | 81–74  | 62–96 | —      | 97–73   |
| 4   | Español de Talca  | 6 | 1 | 5 | 7  |                              | 80–81 | 103–94 | 54–56 | —      |         |

### Gruppo D
| Pos | Squadra                          | G | V | P | Pt | Qualificazione               |       | ATE    | PIR    | COS   | SIP    |
| --- | -------------------------------- | - | - | - | -- | ---------------------------- | ----- | ------ | ------ | ----- | ------ |
| 1   | Atenas                           | 7 | 6 | 1 | 13 | Qualificate alla fase finale |       | —      | 103–84 | 98–82 | 105–46 |
| 2   | Piratas de Bogotà                | 6 | 4 | 2 | 10 | Qualificate alla fase finale |       | 57–77  | —      | 87–79 | 85–77  |
| 3   | Corinthians de Santa Cruz do Sul | 6 | 2 | 4 | 8  |                              |       | 91–103 | Rit.   | —     | 104–77 |
| 4   | Deportivo SIPESA                 | 6 | 0 | 6 | 6  |                              | 72–86 | 65–96  | 86–96  | —     |        |

## Fase finale

### Tabellone
|  | Quarti di finale | Quarti di finale         | Quarti di finale | Quarti di finale | Quarti di finale |  |  | Semifinali | Semifinali               | Semifinali | Semifinali  | Semifinali |    |    | Finale | Finale | Finale | Finale | Finale |  |
|  |                  |                          |                  |                  |                  |  |  |            |                          |            |             |            |    |    |        |        |        |        |        |  |
|  | 1D               | Atenas                   | 85               | 103              | —                |  |  |            |                          |            |             |            |    |    |        |        |        |        |        |  |
|  | 2B               | Paisas de Medellín       | 62               | 71               | —                |  |  | 1A         | Atenas                   | 49         | 87          | 74         |    |    |        |        |        |        |        |  |
|  | 1A               | Olimpia de Venado Tuerto | 91               | 89               | 97               |  |  | 1D         | Olimpia de Venado Tuerto | 59         | 52          | 67         |    |    |        |        |        |        |        |  |
|  | 2C               | Andino Sport Club        | 92               | 75               | 77               |  |  |            |                          |            |             |            |    |    | 1A     | Atenas | 82     | 97     | 98     |  |
|  | 1C               | Corinthians              | 92               | 118              | 114              |  |  |            |                          | 1C         | Corinthians | 85         | 90 | 88 |        |        |        |        |        |  |
|  | 2A               | Deportivo Petrox         | 92               | 100              | 96               |  |  | 1C         | Corinthians              | 108        | 96          | —          |    |    |        |        |        |        |        |  |
|  | 1B               | Franca                   | 106              | 97               | 131              |  |  | 1A         | Franca                   | 105        | 94          | —          |    |    |        |        |        |        |        |  |
|  | 2D               | Piratas de Bogotà        | 97               | 99               | 113              |  |  |            |                          |            |             |            |    |    |        |        |        |        |        |  |

### Quarti di finale

#### Atenas - Paisas de Medellín
| Medellín 3 aprile 1997 | Paisas de Medellín | 62 – 85 Serie 0 - 1 | Atenas |  |

| Córdoba 9 aprile 1997 | Atenas | 103 – 71 Serie 2 - 0 | Paisas de Medellín | Polideportivo Carlos Cerutti |

#### Olimpia de Venado Tuerto - Andino Sport Club
| La Rioja 2 aprile 1997 | Andino Sport Club | 92 – 91 Serie 0 - 1 | Olimpia de Venado Tuerto |  |

| Venado Tuerto 8 aprile 1997 | Olimpia de Venado Tuerto | 89 – 75 Serie 1 - 1 | Andino Sport Club | Estadio Olimpia |

| Venado Tuerto 9 aprile 1997 | Olimpia de Venado Tuerto | 97 – 77 Serie 2 - 1 | Andino Sport Club | Estadio Olimpia |

#### Corinthians - Deportivo Petrox
| Talcahuano 1 aprile 1997 | Deportivo Petrox | 97 – 92 Serie 1 - 0 | Corinthians | Coliseo Monumental La Tortuga |

| Limeira 8 aprile 1997 | Corinthians | 118 – 100 Serie 1 - 1 | Deportivo Petrox | Nosso Clube |

| Limeira 9 aprile 1997 | Corinthians | 114 – 96 Serie 2 - 1 | Deportivo Petrox | Nosso Clube |

#### Franca - Piratas de Bogotà
| Bogotà 1 aprile 1997 | Piratas de Bogotà | 98 – 106 Serie 0 - 1 | Franca | Coliseo El Salitre |

| Franca 8 aprile 1997 | Franca | 97 – 99 Serie 1 - 1 | Piratas de Bogotà | Ginásio Pedrocão |

| Franca 9 aprile 1997 | Franca | 131 – 113 Serie 2 - 1 | Piratas de Bogotà | Ginásio Pedrocão |

### Semifinali

#### Atenas - Olimpia de Venado Tuerto
| Venado Tuerto 16 aprile 1997 | Olimpia de Venado Tuerto | 59 – 49 Serie 1 - 0 | Atenas | Estadio Olimpia |

| Córdoba 22 aprile 1997 | Atenas | 87 – 52 Serie 1 - 1 | Olimpia de Venado Tuerto | Polideportivo Carlos Cerutti |

| Córdoba 23 aprile 1997 | Atenas | 74 – 67 Serie 2 - 1 | Olimpia de Venado Tuerto | Polideportivo Carlos Cerutti |

#### Corinthians - Franca
| Franca 15 aprile 1997 | Franca | 105 – 108 Serie 0 - 1 | Corinthians | Ginásio Pedrocão |

| Limeira 22 aprile 1997 | Corinthians | 96 – 94 Serie 2 - 0 | Franca | Nosso Clube |

### Finale
| Limeira 1 maggio 1997 | Corinthians | 85 – 82 Serie 1 - 0 | Atenas | Nosso Clube |

| Córdoba 8 maggio 1997 | Atenas | 97 – 90 Serie 1 - 1 | Corinthians | Polideportivo Carlos Cerutti |

| Córdoba 9 maggio 1997 | Atenas | 98 – 88 Serie 2 - 1 | Corinthians | Polideportivo Carlos Cerutti |